# Litteraturåret 1990

## Händelser
- 16 mars – 50 år efter hennes död utger Kungliga biblioteket i Stockholm 42 000 efterlämnade brev av svenska författarinnan Selma Lagerlöf, eftersom hon själv i testamentet skrivit att breven inte får bli offentliga förrän 50 år efter hennes död.[1]

### Utan datum
- Josef Škvorecký och Zdena Salivarová mottar den tjeckiska utmärkelsen Vita lejonets orden av president Václav Havel för sitt arbete med exilförlaget 68 Publishers (1971–1989).

## Priser och utmärkelser
- Nobelpriset – Octavio Paz, Mexiko[2]
- Augustpriset – Lars Ahlin för De sotarna! De sotarna![1]
- ABF:s litteratur- & konststipendium – Bengt Berg
- Aftonbladets litteraturpris – Birgitta Lillpers
- Aniarapriset – Niklas Rådström
- Astrid Lindgren-priset – Maj Bylock[1]
- Bellmanpriset – Lars Gustafsson
- BMF-plaketten – Gunnar Lundkvist för Klas Katt går vilse
- BMF-Barnboksplaketten – Pija Lindenbaum för Else-Marie och småpapporna
- Carl Emil Englund-priset – Ingemar Leckius för Vid Terebintträdet
- Dan Andersson-priset – Thorstein Bergman
- De Nios Stora Pris – Tobias Berggren och Lars Gustafsson
- De Nios Vinterpris – Per Agne Erkelius
- Doblougska priset – Sigrid Combüchen och Georg Klein, Sverige samt Johannes Heggland och Cecilie Løveid, Norge
- Elsa Thulins översättarpris – Marianne Gerland-Ekeroth
- Gerard Bonniers pris – Sven Alfons och Örjan Lindberger
- Goncourtpriset – Jean Rouaud för Les Champs d'honneur
- Gun och Olof Engqvists stipendium – Lars Andersson, Bernt Erikson och Lasse Söderberg
- Gustaf Frödings stipendium – Astrid Lindgren
- Gustaf Fröding-sällskapets lyrikpris – Lennart Sjögren
- Göteborgs-Postens litteraturpris – Stig Larsson
- Hedenvind-plaketten – Kurt Salomonson
- Ivar Lo-priset – Författargruppen Fyrskift
- Karlfeldt-priset – Caj Lundgren
- Kellgrenpriset – P.C. Jersild
- Letterstedtska priset för översättningar – Ulla Roseen för översättningen av Juan Goytisolos Förbjudet område
- Litteraturfrämjandets stora pris – Lars Norén[1]
- Litteraturfrämjandets stora romanpris – Kjell Johansson
- Lotten von Kræmers pris – Per Erik Wahlund
- Lundequistska bokhandelns litteraturpris – Stig Strömholm
- Moa-priset – Aino Trosell
- Neustadtpriset – Tomas Tranströmer[1]
- Nils Holgersson-plaketten – Annika Holm
- Nordiska rådets litteraturpris – Tomas Tranströmer, Sverige för diktsamlingen För levande och döda[3]
- Petrarca-Preis – Paul Wühr
- Pilotpriset – Willy Kyrklund[1]
- Rolf-Dieter-Brinkmann-Stipendium – Thomas Kling, Tyskland
- Schückska priset – Bengt Landgren och Sven Linnér
- Signe Ekblad-Eldhs pris – Ernst Brunner och Ulla Olin-Nilson
- Stiftelsen Selma Lagerlöfs litteraturpris – Lars Andersson[1]
- Stig Carlson-priset – Ingrid Arvidsson
- Studieförbundet Vuxenskolans författarpris – Gerda Antti och Staffan Söderholm
- Svenska Akademiens nordiska pris – Henrik Nordbrandt, Danmark[1]
- Svenska Akademiens tolkningspris – Zbynek Cernik
- Svenska Akademiens översättarpris – Jan Stolpe
- Svenska Dagbladets litteraturpris – Urban Andersson för Det hemliga ljuset
- Sveriges Radios Lyrikpris – Lars Gustafsson
- Tegnérpriset – Göran Palm
- Tidningen Vi:s litteraturpris – Vibeke Olsson
- Tollanderska priset – Peter Sandelin
- Tucholskypriset – Bei Dao, Kina
- Östersunds-Postens litteraturpris – Bodil Malmsten
- Övralidspriset – Bengt Holmqvist

## Nya böcker

### 0 – 9
- 4 pjäser av Lars Ahlin

### A – G
- Alfons egna saker av Gunilla Bergström[4]
- Akilles häl av Jan Mårtenson
- Berts första betraktelser av Anders Jacobsson och Sören Olsson[5]
- Berts vidare betraktelser av Anders Jacobsson och Sören Olsson[6]
- Blå Jungfrun. En roman om diktens födelse av Ivar Lo-Johansson (postumt)
- Caedmon's Song av Peter Robinson
- Chiosmassakern av Jan Arnald
- De sotarna! De sotarna! av Lars Ahlin
- Den röda slöjan av Torgny Lindgren och Eric Åkerlund under pseudonymen Hans Lamborn
- Den stulna bönemattan av Torbjörn Säfve
- Detta har hänt av Jan Stenmark[7]
- En gentleman äntrar ringen av Torbjörn Säfve
- Fem år av frihet av Jan Myrdal
- Fru Björks öden och äventyr av Jonas Gardell
- Fälttåget av Carlos Fuentes

### H – N
- Harun och sagornas hav av Salman Rushdie
- Humpty-Dumptys fall av P.C. Jersild
- Ifigenia av Sven Delblanc
- Isplaneten: En berättelse från Yttre Rymden av George Johansson
- Kan ingen hjälpa Anette? av Peter Pohl
- Knivkastarens kvinna (lyrisk berättelse) av Kerstin Ekman
- Kuperad lek eller skändaren från Skänninge av Torbjörn Säfve
- Liten Ida av Marit Paulsen
- L.A. konfidentiellt av James Ellroy
- Mannen och paraplyet och Mitt vinterland av Gunnar Harding
- Medan giftet växer av Bruno K. Öijer[7]
- Messias med träbenet av Peter Nilson
- Mimmi får en farfar av Viveca Lärn[8]
- Minnet av Edward av Elizabeth George
- Nefertiti i Berlin av Bodil Malmsten

### O – U
- Pastorn klipper till av Jan Arvid Hellström
- Profetians tid av David Eddings
- Shannaras ättlingar av Terry Brooks
- Skampåle av Håkan Sandell
- Slumpens musik av Paul Auster
- Skulle jag sörja, då vore jag tokot av Torbjörn Säfve
- Slutet: En livsåskådningsbok av P.C. Jersild och Lars Ardelius
- Sorgen per capita av Ernst Brunner
- Svart på vitt av Olle Häger
- Tisteldalen, dikter av Ivar Lo-Johansson (postumt)

### V – Ö
- Vineland av Thomas Pynchon
- Visst är Lotta en glad unge av Astrid Lindgren[9]

## Avlidna
- 12 mars – Philippe Soupault, 92, fransk författare.
- 23 mars – Walter Dickson, 74, svensk författare.
- 11 april  – Ivar Lo-Johansson, 89, svensk författare.[1]
- 10 maj – Walker Percy, 73, amerikansk författare.
- 30 maj – Egil Holmsen, 73, svensk regissör, manusförfattare, journalist, författare och skådespelare.
- 26 juni – Anni Blomqvist, 80, åländsk författare.
- 26 september – Alberto Moravia, 82, italiensk författare.[1]
- 30 september – Patrick White, 78, australisk författare, nobelpristagare 1973.[1]
- 23 november – Roald Dahl, 74, brittisk författare.[1]
- 5 december – Kai Curry-Lindahl, 73, svensk zoolog och författare.

### Fotnoter
1. 1 2 3 4 5 6 7 8 9 10 11 12   Horisont 1990. Bertmarks
2. ↑  ”Nobelpriset i litteratur”. https://www.nobelprize.org/prizes/lists/all-nobel-prizes-in-literature/. Läst 20 mars 2011.
3. ↑  100 år med Aftonbladet – 1990, 1999
4. ↑  ”Rabén & Sjögren”. Arkiverad från originalet den 17 december 2014. https://web.archive.org/web/20141217105043/http://www.rabensjogren.se/Ovriga-sidor/Soktrafflista/?q=1990. Läst 20 mars 2011.
5. ↑  Bert Arkiverad 25 oktober 2011 hämtat från the Wayback Machine.
6. ↑  Bert Arkiverad 26 oktober 2011 hämtat från the Wayback Machine.
7. 1 2  Gradvall, Nordström, Nordström, Rabe, Jan, Björn, Ulf, Anina. Tusen svenska klassiker. Norstedts Förlagsgrup. Läst 12
8. ↑  ”Viveca Lärn”. Arkiverad från originalet den 26 september 2011. https://web.archive.org/web/20110926012117/http://www.vivecalarn.com/litteraturlista.htm. Läst 21 mars 2011.
9. ↑  ”Astrid Lindgren”. http://www.astridlindgren.se/verken/bocker/bilderbocker. Läst 21 mars 2011.